# .17-223
.17-223是一种中央式底火的的野猫步枪弹。它是基于.223雷明顿步枪弹演变而来的，但弹壳颈部大小重新调整到可以容纳一个.17口径的弹头。